# George Stibitz
George Robert Stibitz (York, York megye, 1904. április 20. – York, 1995. január 31.) amerikai matematikus, feltaláló. A modern digitális számítógépek egyik úttörőjeként tartják számon. Az 1930-as években jelfogókból Boole-algebra alapján működő digitális számológépet épített.

## Élete
George Stibitz a pennsylvaniai Yorkban született, majd az ohiói Daytonban nőtt fel, ahol apja a német református egyház teológiai szemináriumában tanított ókori nyelveket. Alapfokú matematikai diplomáját 1927-ben a Denison University intézményben szerezte, fizikai mesterdiplomáját pedig a Union College posztgraduális képzésén kapta meg 1926-ban. Doktori fokozatára matematikai fizikából a Cornell Egyetemen 1930-ban tett szert. 1930-tól a Bell laboratórium (angolul: Bell Telephone Laboratories) alkalmazta, mint „matematikus mérnök”.

## Munkássága
1937-ben a Bell laboratóriumban a munkája során használt jelfogók kétállapotú státusza és a bináris rendszer hasonlóságát felismerve épített egy kettes számrendszerű számok összeadására képes számológépet, amelynek a „Model K” nevet adta. A Bell laboratórium 1938-ban Stibitz vezetésével kutatási programot indított, amelynek keretein belül elkészítették a Complex Number Calculator eszközt, ami komplex számokkal tudott műveleteket végezni. A berendezés 1939-ben készült el és 1940 szeptemberében mutatták be az Amerikai Matematikai Társaság (angolul: American Mathematical Society) konferenciáján a Dartmouth College intézményben. A bemutató során Stibitz a helyszínről egy telexgép segítségével továbbította az utasításokat a New Yorkban üzemelő géphez, illetve hasonló módon kapta vissza az eredményeket. Ez volt az első számítógép amit távolról vezéreltek.
Miután 1941 decemberében az Amerikai Egyesült Államok belépett a második világháborúba, a Bell laboratórium részt vett fegyverirányítási rendszerek fejlesztésében. Stibitz a Honvédelmi Kutatási Bizottság (angolul: National Defense Research Committee, röviden: NDRC) tagja lett és továbbra is együttműködésben maradt a laboratóriummal. A háború végét követően már nem tért vissza korábbi munkahelyére, ehelyett magántanácsadóként dolgozott. 1946-tól egy asztal méretű mini-számítógép fejlesztésén dolgozott, amelyből 1954-ig két darab prototípus készült, anyagi okokból viszont fejlesztés nem fejeződött be.
1964-ben felkérést kapott a Dartmouth Medical School Fiziológiai Tanszékére, mint kutató munkatárs.
Stibitz nevén 38 szabadalom szerepel azokkal együtt, amelyet a Bell laboratóriumban szerzett.

## Publikációi
- George R. Stibitz:  Binary counter: Patent USA 2307868. patents.google.com (angolul) (1943. január 12.)
- George R. Stibitz:  Complex Computer: Patent US2668661A. patents.google.com (angolul) (1954. február 9.)
- George Stibitz – Jules A. Larrivee:  Mathematics and Computers. catalog.hathitrust.org. (angolul) New York: McGraw-Hill (1957)